# 唧筒座ζ
唧筒座ζ，又名CD-31 7355，HD 82383、SAO 200444、HR 3780，是唧筒座的一颗恒星，视星等为7，位于銀經260.7，銀緯14.07，其B1900.0坐标为赤經9h 26m 28.7s，赤緯-31° 14.07′ 3″。
此恒星是三合星。